# Philip Teir
Philip Nicolai Teir, född 5 augusti 1980 i Jakobstad, är en finlandssvensk journalist och författare.
Philip Teir var kulturchef på Hufvudstadsbladet mellan 2009 och 2014. Han har också skrivit dikter, noveller, och medverkat i flera antologier, både som redaktör och författare.
Hans roman Jungfrustigen beskriver på ett återhållsamt och sparsmakat sätt den otrogne mannens syn på triangeldramat, och visar att lyckan inte är så enkel att den skapas av en drömprins eller drömprinsessa.
Teir var Vegas sommarpratare år 2014.

### Författare
- Någonting ur hennes mun faller i min mun: Dikter. Esbo: Söderström. 2007. Libris 10604257. ISBN 978-951-52-2476-7
- Noveller för Världens Barn 2010. Stockholm: Informationsförlaget. 2010. Libris 11846835. ISBN 978-91-7736-612-6 – Teir medverkar med en novell.
- Akta dig för att färdas alltför fort. Helsingfors: Söderström. 2011. Libris 12327422. ISBN 978-951-52-2836-9
- Vinterkriget: En äktenskapsroman. Stockholm: Natur & kultur. 2013. Libris 14218143. ISBN 978-91-27-13633-5
- Så här upphör världen: Roman. Stockholm: Natur & kultur. 2017. Libris 19769765. ISBN 978-91-27-14976-2
- Jungfrustigen: Roman. Helsingfors: Schildts & Söderströms. 2019. Libris nzfv8pntlf2p9qr9. ISBN 978-951-52-5021-6
- J&B: Scener ur ett skenäktenskap. Helsingfors: Schildts & Söderströms. 2023
- Eftermiddag i augusti. Wahlström & Widstrand. 2024. Libris fzpzkbsjcs35dn32. ISBN 9789146241980

### Redaktörskap
- Mandomsprov: En antologi om manlighet. Helsingfors: Söderström. 2006. Libris 10234616. ISBN 951-52-2410-1
- Extremt platt & otroligt nära: Texter om Österbotten. Helsingfors: Söderströms. 2010. Libris 12031351. ISBN 978-951-52-2749-2